# Berzenke
Berzenke (szlovákul: Bzenov) község Szlovákiában, az Eperjesi kerület Eperjesi járásában.

## Fekvése
Eperjestől 10 km-re délnyugatra, a Szinye-patak partján található.

## Története
A település valószínűleg a 14. század második felében keletkezett. 1423-ban említik először, amikor Csicseri Ferenc zálogba adja a falu egy részén levő birtokát Nátafalusi Jánosnak. 1427-től kis időre a leleszi prépostsághoz, majd a 16. században Kassa városához tartozott.
A 18. század végén Vályi András így ír róla: „BERZENCZE. vagy Berzenke, Bzenov. Tót falu Sáros Vármegyében, földes Ura Fejérváry Uraság, lakosai katolikusok, és ó hitűek, fekszik Radácsnak szomszédságában, mellynek filiája. Határbéli földgye hegyes, de meglehetős termékenységű, réttyei kétszer kaszáltatnak, legelője, erdeje elég, Eperjesi piatzozásától nem meszsze lévén, jó módgya van a’ keresetre, második Osztálybéli.”
Fényes Elek 1851-ben kiadott geográfiai szótárában így ír a faluról: „Berzenke, (Bzenow), tót falu, Sáros vgyében, Radács fiókja: 157 kath., 10 g. katholikus, 47 evang., 5 zsidó lak. Jó rét. Erdő. Földes u. többen.”
1920 előtt Sáros vármegye Eperjesi járásához tartozott.

## Népessége
| Év:            | 1994. | 2004.   | 2014.   | 2024. |
| -------------- | ----- | ------- | ------- | ----- |
| Emberek száma: | 677   | 728     | 778     | 778   |
| Eltérés:       |       | +7,53 % | +6,86 % | +0 %  |

| Év:            | 2023. | 2024.   |
| -------------- | ----- | ------- |
| Emberek száma: | 786   | 778     |
| Eltérés:       |       | -1,01 % |

1910-ben 204, túlnyomórészt szlovák anyanyelvű lakosa volt.
2001-ben 728 lakosából 649 szlovák és 75 cigány volt.
2011-ben 754 lakosából 645 szlovák és 49 cigány volt.

## Nevezetességei
- Szent András tiszteletére szentelt római katolikus temploma 1999-ben épült.